# Clan Bessho
Il Clan Bessho (別所氏?, Bessho-shi) fu un clan del Giappone feudale discendente di Akamatsu Enshin che governava una parte della provincia di Harima fino alla fine del periodo Sengoku (1580). Fu Akamatsu Norisuke che prese il nome Bessho durante il periodo Muromachi creando a tutti gli effetti un ramo del clan Amakatsu che nel corso del tempo divenne sempre più indipendente.

## Storia
La famiglia Bessho aveva la propria dimora nella provincia di Harima, ed era storicamente servitrice del clan Akamatsu durante il periodo Muromachi. Durante la guerra Ōnin il clan Akamatsu, e direttamente anche quello Bessho, persero molto del loro potere. All'inizio del periodo Sengoku con la ribellione del clan Urakami anche i Bessho si resero indipendenti dagli Akamatsu.
Bessho Nariharu (1502-1563) si scontrò contro i clan vicini degli Miyoshi e Amako ed espanse i territori del clan. 
Nel 1568, Nobunaga Oda (1534-1582) si recò a Kyoto e divenne il governatore dell'area centrale del Giappone. In un primo tempo il clan Bessho si schierò con Nobunaga sostenendo le sue azioni militari, mantenendo comunque una certa indipendenza. 
Dieci anni dopo, nel 1577, Nobunaga iniziò l'espansione nella regione di Chūgoku e nominò Hashiba Hideyoshi (1534-1597, in seguito Toyotomi Hideyoshi), come comandante regionale di questa zona. Hideyoshi entrò nella provincia di Harima e rapidamente unì la provincia supportato dai suoi due famosi militari Takenaka Shigeharu e Kuroda Yoshitaka (1546-1604). Inizialmente Nagaharu Bessho, nipote di Nariharu e capo del clan, sostenne Hideyoshi.
Ma nel marzo del 1578, il clan Bessho si rivoltò improvvisamente contro Hideyoshi che assediò il castello di Miki. La ragione precisa della rivolta rimane sconosciuta e si racconta che Nagaharu fosse riluttante ad essere posto sotto Hideyoshi che venne promosso dalla classe inferiore; secondo altre fonti fu Bessho Yoshichika  (? -1580), zio di Nagaharu, che fu fortemente contrario a sottomettersi al clan Oda.
Dopo la morte di Nagaharu il clan cessò di esistere come clan maggiore, e i suoi discendenti divennero servitori di Toyotomi Hideyoshi. L'ultimo suo discendente partecipò alla battaglia di Sekigahara al fianco di Ishida Mitsunari.

## Membri importanti del clan[1]
- Bessho Noriharu (別所則治?; morto 1513) dopo la fine della guerra Ōnin contribuì notevolmente alla guerra del clan Akamatsu contro il clan Yamana e dopo la vittoria venne nominato Shugodai della provincia di Harima. Costruì il castello di Miki nel 1492. Iniziò probabilmente da qui l'indipendenza del clan.

- Bessho Nariharu (?; 1502-1563) figlio di Bessho Norisada e nipote di Noriharu. Il clan Urakami, Shogudai della provincia di Bizen, nel 1530 attaccò prima gli Akamatsu e poi Nariharu cacciandolo dal castello di Miki. Poco dopo Nariharu ritornò e riconquistò le sue terre aumentando il proprio potere. Intorno allo stesso anno il clan Amago, potente clan della provincia di Izumo, invase due volte la provincia di Harima, ma entrambe le volte Nariharu li sconfisse e ampliò la sua autorità diventando infine indipendente a tutti gli effetti. Intorno al 1550, il clan Miyoshi invase la provincia di Harima e attaccò il clan Bessho. Nariharu combatté valorosamente ma dovette sottomettersi vista l'enorme disparità delle forze in campo. Ma il clan Miyoshi perse il potere a causa della morte del loro capo Miyoshi Nagayoshi (1522-1564) e del successivo conflitto interno, così il clan Bessho riacquistò la propria indipendenza ampliando il castello di Miki.

- Bessho Shigemune (別所重宗?; 1529-1591) Figlio di Bessho Nariharu. Supportò il nipote Nagaharu durante la ribellione al clan Oda. Dopo la morte di Nagaharu divenne servitore di Toyotomi Hideyoshi e combatté nella campagna di Kyūshū.

- Bessho Yasuharu (別所安治?; 1532-1570) contribuì alla guerra contro il clan Miyoshi. Aiutò Oda Nobunaga quando Ashikaga Yoshiaki fu attaccato dalla famiglia Miyoshi.

- Bessho Yoshichika (別所吉親?; morto 1580) fratello di Yasuharu, convinse il nipote Nagaharu a ribellarsi al clan Oda. Venne ucciso alla fine dell'assedio di Miki.

- Bessho Nagaharu (別所長治?; 1558-1580) figlio di Yasuharu, si ribellò contro Oda Nobunaga e commise seppuku dopo la caduta del castello di Miki.

- Bessho Harusada (別所治定?; 1561-1579) Harusada era un fratello minore di Nagaharu. Difese con coraggio il castello di Hirayama contro Toyotomi Hideyoshi (1578-1579) e commise seppuku quando la guarnigione non era più in grado di resistere.

- Bessho Tomoyuki (別所友之?; 1560-1580) fratello di Nagaharu, morì durante l'assedio di Mikii.

- Bessho Toyoharu (別所豊治?; nato 1578) figlio di Nagaharu fu risparmiato da Hideyoshi dopo la caduta di Miki. Gli fu assegnato il castello di Ayabe nella provincia di Harima da 20.000 koku. Nel 1628 fu deposto a causa della sua cattiva amministrazione.

- Bessho Yoshiharu (別所吉治?; 1579-1654) figlio di Shigemune e servitore Toyotomi. Si unì all'armata occidentale di Ishida Mitsunari durante la campagna di Sekigahara e partecipò alle operazioni nella provincia di Tanba. Dopo la sconfitta perse le sue terre.